# Cocineros argentinos
Cocineros argentinos fue un programa de gastronomía e interés general. Producido por Kapow, se emitió por TV Pública, entre 2009 y 2024, y por América TV, desde agosto de 2024 hasta marzo de 2025.

## Formato
En el programa se presentan recetas típicas de la gastronomía argentina, notas sobre los hábitos alimentarios de todas las regiones del país y diferentes técnicas para la elaboración de platos.

## Historia
El programa comenzó en la TV Pública el 5 de enero de 2009, con la conducción de Martiniano Molina, acompañado por Ximena Sáenz, Juan Ferrada y Juan Bracelli, cocineros que luego fueron conductores. En 2010, Guillermo Calabrese reemplazó a Molina en la conducción hasta 2020, cuando lo sustituyó Sáenz, con Juan Bracelli y Juan Ferrada como coconductores. En 2021, Sáenz dejó del programa, para sumarse al programa de Canal 13 El Gran Premio de la Cocina y pasaron a conducir sus dos compañeros, con participación de Sofía Pachano hasta 2022. A partir de entonces, estuvo conducido por Bracelli y Ferrada, acompañados por Narda Lepes y Karina Gao, y participaciones especiales de Diego Sivori y Chantal Abad.
En abril de 2023, debido al fallecimiento de Calabrese, Ferrada pasó a reemplazarlo junto a Mariano Peluffo en Que Mañana! Por lo que dejó el programa.

### Levantamiento y regreso
En marzo de 2024 el ciclo terminó siendo levantado. El gobierno del presidente Javier Milei anunció un fuerte recorte del presupuesto asignado a la TV Pública y a diversos organismos del Estado, lo cual imposibilitó la continuación del ciclo. A pesar del final del programa, la TV Pública decidió reponerlo a partir del 3 de abril con programas ya emitidos.
Tras un mes de lo que parecía un cierre definitivo, Sáenz confirmó el regreso del programa por el mismo canal.
En junio de 2024, Ángel de Brito confirmó el paso del ciclo a América TV. La conducción está a cargo de Maju Lozano. 
El 9 de julio se emitió el último programa por la TV Pública y a partir del 5 de agosto pasó a América TV.
En noviembre de 2024, se anunció que el programa dejará de emitirse por América TV en marzo de 2025 y pasará a otro canal.

## Equipo

### Conductores
- 2009-2010: Martiniano Molina
- 2010-2020: Guillermo Calabrese
- 2020-2021: Ximena Sáenz
- 2021-2022: Juan Bracelli, Juan Ferrara y Sofía Pachano
- 2022-2023: Juan Bracelli y Juan Ferrara
- 2023-2024: Juan Bracelli
- 2024: Ximena Sáenz y Juan Bracelli
- 2024-2025: Maju Lozano

### Cocineros
- Diego Sivori
- Chantal Abad
- Ximena Sáenz
- Juan Braceli
- Luciano García
- Gladys Olazar

## Emisión

### Canales
- TVP (2009-2024)
- América TV (2024-2025)

## Versiones
El programa tuvo una versión nocturna, Cocineros de noche, conducido por Calabrese y la actriz Eugenia Tobal. La primera etapa se emitió del 16 de octubre al 29 de diciembre de 2017 y la segunda en 2019 de lunes a viernes a las ocho de la noche.

## Premios y nominaciones
| Año  | Premio                     | Categoría                                  | Resultado |
| ---- | -------------------------- | ------------------------------------------ | --------- |
| 2011 | Premios Tato 2011          | Magazine                                   | Ganador   |
| 2012 | Premios Martín Fierro 2011 | Mejor programa de interés general          | Nominado  |
| 2013 | Premios Martín Fierro 2012 | Mejor programa de interés general/magazine | Nominado  |
| 2013 | Premios Tato 2013          | Mejor programa de servicios                | Ganador   |
| 2017 | Premios Fund TV            | Temas de vida cotidiana                    | Ganador   |